# Stanîșivka, Tarașcea
Stanîșivka (în ucraineană Станишівка) este localitatea de reședință a comunei Stanîșivka din raionul Tarașcea, regiunea Kiev, Ucraina.

## Demografie
Componența lingvistică a localității Stanîșivka
     Ucraineană (98,82%)
     Alte limbi (1,01%)
Conform recensământului din 2001, majoritatea populației localității Stanîșivka era vorbitoare de ucraineană (98,82%), existând în minoritate și vorbitori de alte limbi.